# Sci di fondo ai IX Giochi olimpici invernali - 10 km femminile
La competizione dei 10 km di sci di fondo femminile ai IX Giochi olimpici invernali si è svolta il 1º febbraio; il percorso aveva partenza e arrivo nello "Stadio del fondo" di Seefeld in Tirol e copriva un dislivello di 103 m. A partire dalle 13:00 presero parte alla competizione 35 atlete di 13 diverse nazionalità.

## Classifica
| Pos.    | Atleta                 | Nazione          | Tempo 5 km | Tempo Finale |
| ------- | ---------------------- | ---------------- | ---------- | ------------ |
| Oro     | Klavdija Bojarskich    | Unione Sovietica | 21'54"7    | 40'24"3      |
| Argento | Evdokija Mekšilo       | Unione Sovietica | 21'56"9    | 40'26"6      |
| Bronzo  | Mariya Gusakova        | Unione Sovietica | 22'25"0    | 40'46"6      |
| 4       | Britt Strandberg       | Svezia           | 22'27"7    | 40'54"0      |
| 5       | Toini Pöysti           | Finlandia        | 22'25"5    | 41'17"4      |
| 6       | Senja Pusula           | Finlandia        | 22'50"8    | 41'17"8      |
| 7       | Alevtina Kolčina       | Unione Sovietica | 22'09"7    | 41'26"2      |
| 8       | Toini Gustafsson       | Svezia           | 22'33"9    | 41'41"1      |
| 9       | Eeva Ruoppa            | Finlandia        | 22'51"8    | 41'58"1      |
| 10      | Mirja Lehtonen         | Finlandia        | 22'38"9    | 42'06"9      |
| 11      | Barbro Martinsson      | Svezia           | 23'32"0    | 42'36"1      |
| 12      | Ingrid Wigernæs        | Norvegia         | 24'11"3    | 43'38"0      |
| 13      | Christine Nestler      | Germania         | 23'53"4    | 43'38"2      |
| 14      | Renate Borges          | Germania         | 23'49"9    | 43'52"7      |
| 15      | Rita Czech-Blasl       | Germania         | 24'16"1    | 44'07"8      |
| 16      | Elfriede Uhlig         | Germania         | 24'15"1    | 44'08"8      |
| 17      | Gun Ädel               | Svezia           | 24'16"6    | 44'18"9      |
| 18      | Stefania Biegun        | Polonia          | 24'16"5    | 44'45"0      |
| 19      | Éva Balázs             | Ungheria         | 24'57"1    | 46'04"7      |
| 20      | Nadezhda Vasileva      | Bulgaria         | 25'09"7    | 46'10"8      |
| 21      | Eva Paulusová          | Cecoslovacchia   | 25'06"0    | 46'31"2      |
| 22      | Roza Dimova            | Bulgaria         | 25'44"9    | 46'53"1      |
| 23      | Czesława Stopka        | Polonia          | 25'55"0    | 46'57"1      |
| 24      | Teresa Trzebunia       | Polonia          | 25'41"2    | 47'20"3      |
| 25      | Heiderun Ludwig        | Austria          | 25'53"1    | 47'27"6      |
| 26      | Krăstana Stoeva        | Bulgaria         | 25'24"0    | 47'39"2      |
| 27      | Jarmila Škodová        | Cecoslovacchia   | 26'04"9    | 47'40"3      |
| 28      | Nadezhda Mikhaylova    | Bulgaria         | 26'15"8    | 47'45"2      |
| 29      | Eva Břízová            | Cecoslovacchia   | 25'59"6    | 47'56"0      |
| 30      | Mária Tarnai           | Ungheria         | 26'24"4    | 48'18"9      |
| 31      | Babben Enger-Damon     | Norvegia         | 26'10"2    | 48'43"8      |
| 32      | Kim Bong-Za            | Corea del Nord   | 28'46"1    | 52'18"6      |
| 33      | Ri Han-Soon            | Corea del Nord   | 28'51"8    | 53'21"8      |
| 34      | Jigjeegiin Javzandulam | Mongolia         | 28'45"5    | 54'47"6      |
| 35      | Dorjgotovyn Pürevloov  | Mongolia         | 29'50"6    | 55'03"6      |